# Пробки в мигдаликах
Пробки в мигдаликах (медичний термін тонзилолі́ти від грец. αμυγδαλές λίθοι; лат. tonsillis lapides, англ. tonsilloliths, tonsil stones, букв. переклад — «камені мигдаликів»; просторічне, немедичне — гнійники на гландах) — шматочки кальцифікованої речовини, що накопичується в поглибленнях мигдаликів. Можуть бути м'якими, а можуть бути досить щільними внаслідок наявності в них солей кальцію. Найчастіше жовтого кольору, але можуть бути сірими, коричневими або червоними. Є одним з головних симптомів хронічного тонзиліту.
Були зафіксовані пробки в мигдаликах масою від 300 міліграмів до 42 грамів. В основному складаються з кальцію, але можуть включати й інші мінерали, зокрема, фосфор, магній, аміак, карбонати
.

## Виникнення

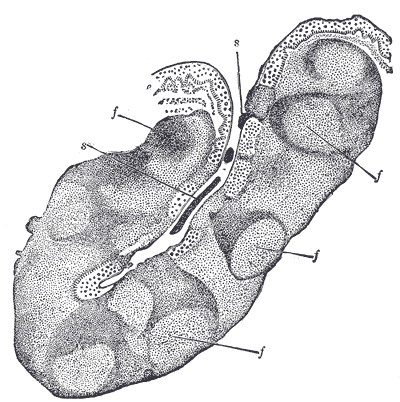
Невелике збільшення під мікроскопом поперечного перерізу однієї з тонзилярних лакун (діагонально) при її вході на поверхню горла (у верхній частині). Нашарований епітелій (e) покриває поверхню горла і продовжується як підкладка лакуни. Під поверхнею знаходяться численні вузлики (f) лімфоїдної тканини. Багато лімфатичних клітин (темна область) проходять від вузликів до поверхні і нарешті змішуються зі слиною як слинні (s) тільця.

Виникнення гнійних пробок починається в лакунах, де лейкоцити і нейтрофіли вступають в боротьбу з патогенними, гноєтворними мікроорганізмами. У просвітах лакун накопичується злущений епітелій, лейкоцити, мікроорганізми і продукти їхнього розпаду, білкові маси і слиз. Так утворюється гній. На початку захворювання гній виливається на поверхню мигдаликів. Але незабаром гній густішає і набуває вигляд нашарувань, що легко знімаються шпателем.
Казеозні пробки являють собою окремі утворення жовтуватого кольору, які знаходяться в гирлах лакун. Їх склад ідентичний зі складом гною. Через відкладення мінералів, в тому числі солей кальцію, гнійні ділянки ущільнюються.

## Клінічні ознаки
Пробки в мигдаликах можуть не мати проявів, але великі можуть спричиняти неприємний запах з рота і біль при прийомі їжі.

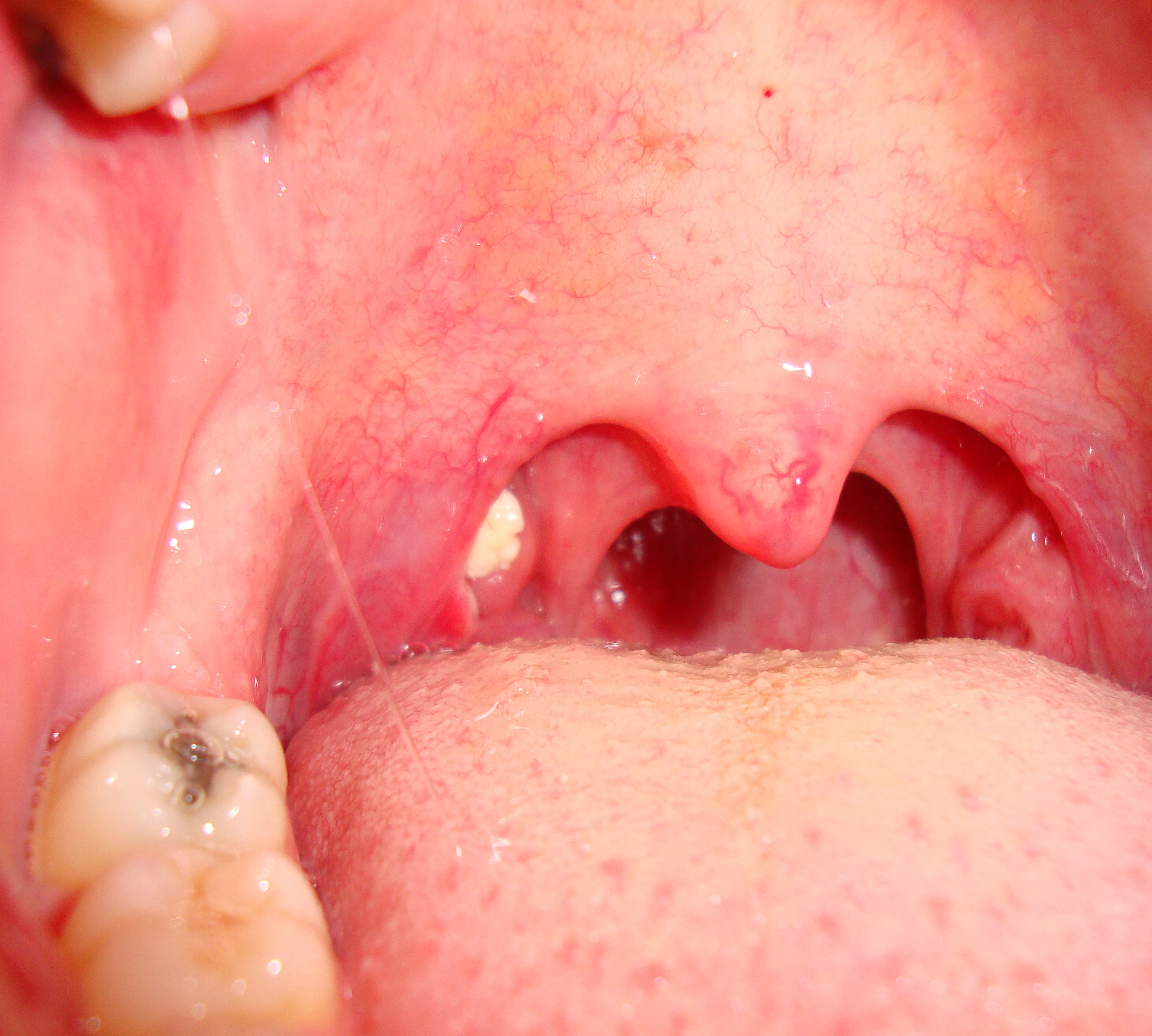
Велика пробка, помітна на поверхні мигдалика.
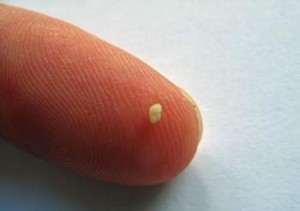
Маленька витягнута пробка (на пальці).
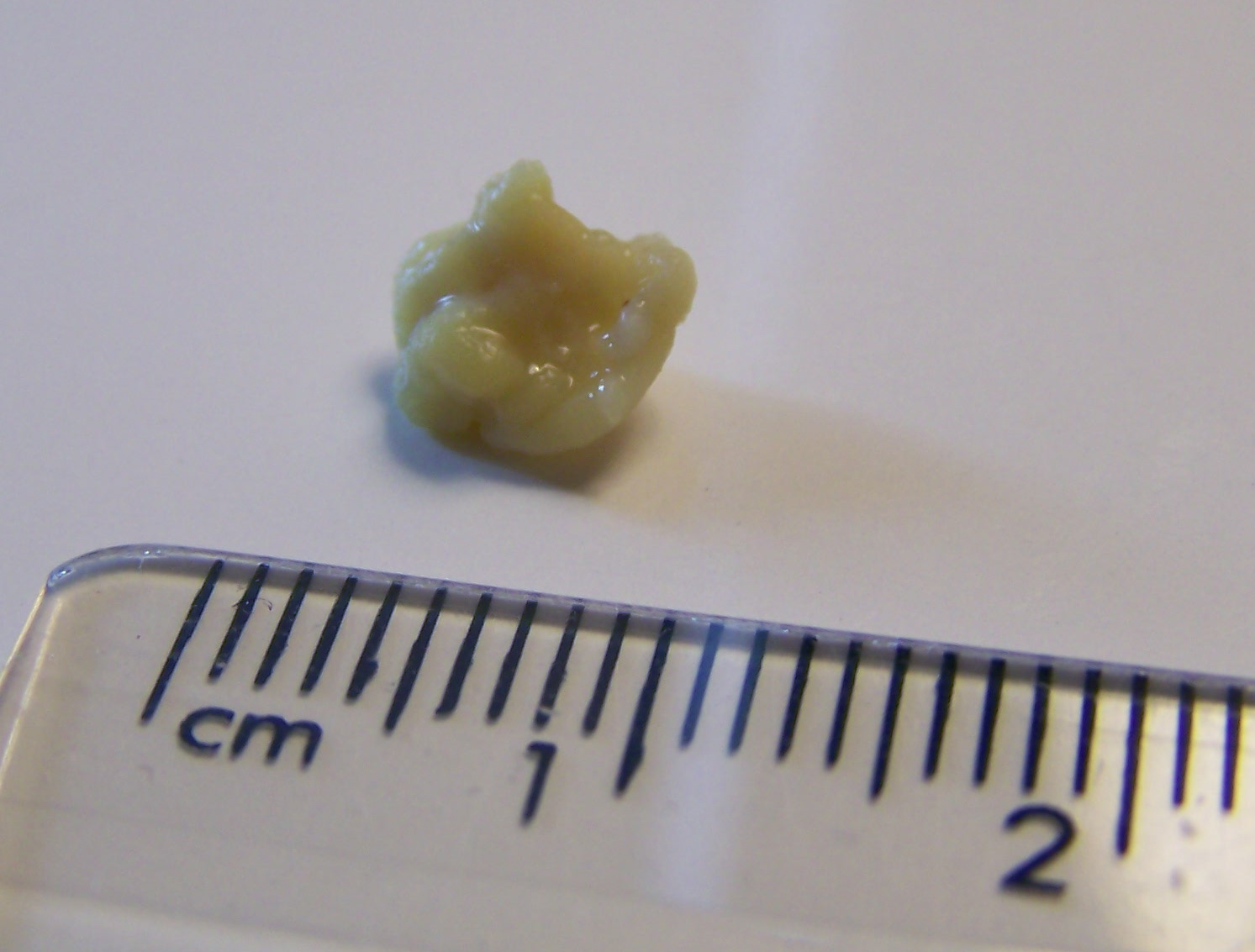
Витягнута пробка з демонстрацією розміру в міліметрах, зблизька.

## Лікування
Часто не потрібно, якщо пробки не зумовлюють неприємних проявів. За рахунок здатності мигдаликів до самоочищення лікування не потрібно. Якщо вони є складовою хронічного тонзиліту, то в процесі його лікування бажано їх прибрати.

### Консервативне лікування
Пробки в мигдалинах зазвичай видаляються за допомогою промивання мигдаликів або вакуумного відсмоктування пробок. Для проведення таких процедур потрібно звернутися до отоларинголога.
Полоскання горла може поліпшити стан при хронічному тонзиліті, але для видалення пробок не завжди ефективно. При полосканні лікарський розчин взаємодіє тільки із зовнішньої тканиною мигдаликів, а пробки мигдаликів знаходяться глибоко в лакунах.
При лікуванні не рекомендується самостійно намагатися видаляти пробки з мигдаликів. Неправильні дії можуть призвести до того, що пробки заб'ються ще глибше. Внаслідок цього мигдалики травмуються, що може призвести до погіршення їх стану. Незважаючи на те, що за допомогою різних способів можна домогтися видалення деяких пробок, таке лікування не може запобігти появі нових.

### Хірургічне лікування
Якщо консервативне лікування не допомагає, може застосовуватися хірургічне втручання. Кардинальний спосіб вирішення проблеми — повне видалення мигдаликів. Якщо в минулому видалення мигдалин застосовувалося надзвичайно широко, то нині воно вважається крайнім заходом, допустимим лише у випадку, коли тканини мигдалин значно змінені, внаслідок чого природна функція мигдаликів (відіграють значну роль у функціонуванні механізму імунітету) повністю або значною мірою втрачена, і мигдалини через постійно накопичувані та тривалий час збережені там пробки перетворюються на хронічне джерело інфекції. Класичний спосіб хірургічного видалення мигдаликів — висічення або видалення з допомогою дротяної петлі, операція зазвичай проводиться під місцевою анестезією або загальним наркозом.
У випадках, коли частина тканини мигдаликів зберегла природні функції, може застосовуватися хірургічний вплив тільки на уражені тканини — часткове видалення мигдаликів або вплив на уражені тканини, в результаті якого уражені ділянки скорочуються в розмірах і пробки просто перестають утворюватися.